# Явление архангела Михаила Иисусу Навину

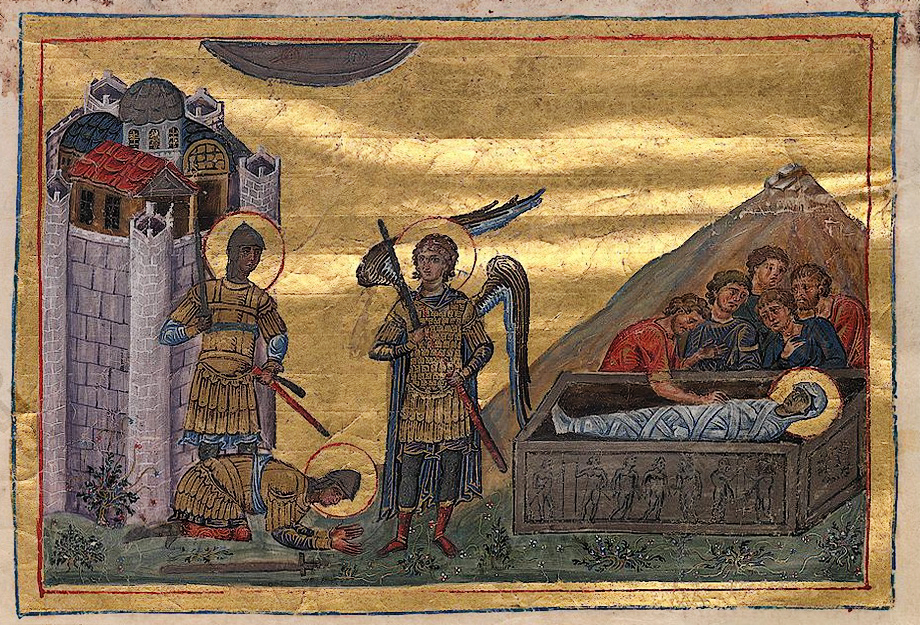
Явление архангела Михаила Иисусу Навину (миниатюра Минология Василия II, X век)

Явление архангела Михаила Иисусу Навину — ветхозаветный сюжет явления полководцу Иисусу Навину ангела с обнажённым мечом перед взятием города Иерихон. В православной традиции ангел, явившийся Иисусу Навину, отождествляется с архангелом Михаилом.
Явление Иисусу Навину, наряду с чудом в Хонех и собором архангелов, является наиболее популярной сценой в циклах изображений архангела Михаила.

## Ветхозаветное описание
Согласно книге Иисуса Навина, находясь возле Иерихона, Иисус взглянул: 

и видит, и вот стоит пред ним человек, и в руке его обнажённый меч. Иисус подошёл к нему и сказал ему: наш ли ты, или из неприятелей наших? Он сказал: нет; я вождь воинства Господня, теперь пришел [сюда]. Иисус пал лицем своим на землю, и поклонился и сказал ему: что господин мой скажет рабу своему? Вождь воинства Господня сказал Иисусу: сними обувь твою с ног твоих, ибо место, на котором ты стоишь, свято. Иисус так и сделал.
— Нав. 5:13-15
Данный библейский текст, согласно Мессинскому Типикону (вариант Студийского устава, 1131 год), является паремией празднику Собора Архистратига Михаила (8 ноября).
Затем явившийся «вождь воинства Господня» сообщает Иисусу Навину от имени Бога, как захватить Иерихон: «пойдите вокруг города… и обходите город однажды [в день]; и это делай шесть дней; и семь священников пусть несут семь труб юбилейных пред ковчегом; а в седьмой день обойдите вокруг города семь раз, и священники пусть трубят трубами; когда затрубит юбилейный рог… весь народ пусть воскликнет громким голосом, и стена города обрушится до своего основания» (Нав. 6:1-4).

## Толкования

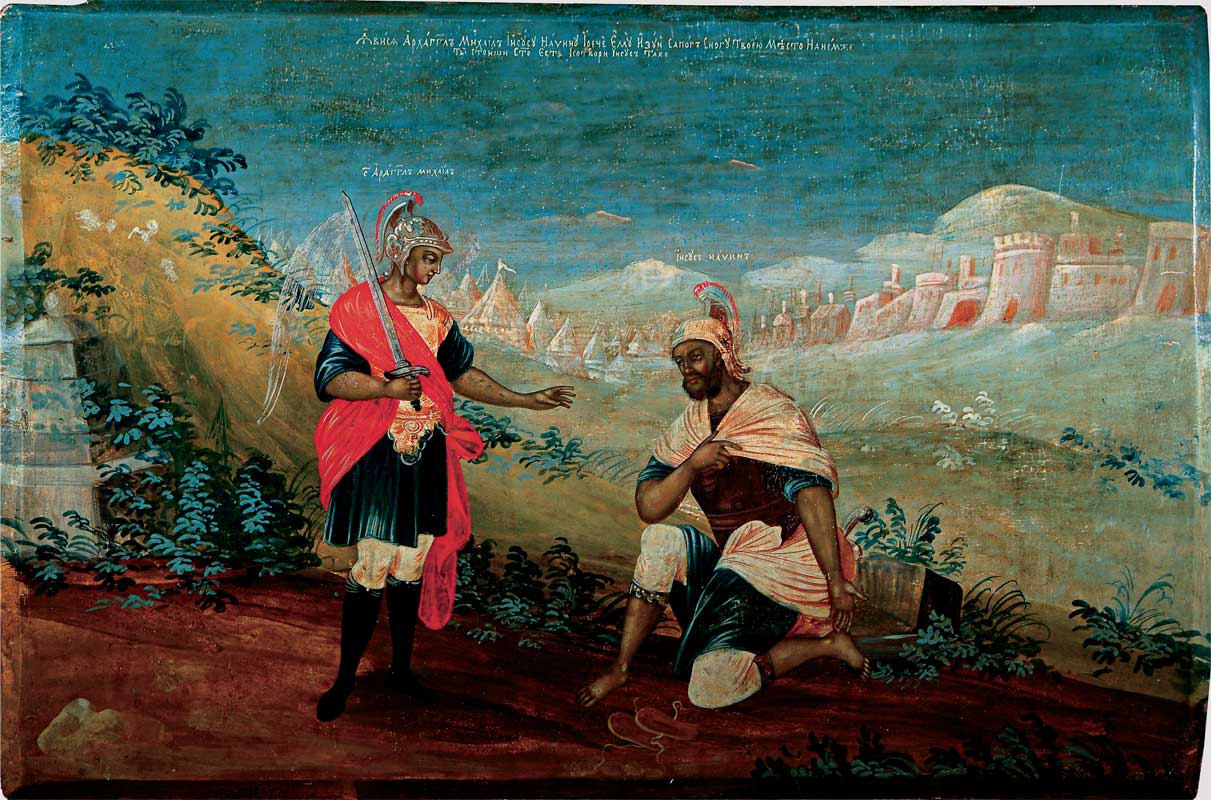
Явление Архангела Михаила Иисусу Навину (икона последней четверти XVIII в.)

По мнению Оригена Иисусу Навину явился именно Бог: «ибо кто иной вождь воинства сил Господних, если не наш Господь Иисус Христос?». Такого же мнения придерживается Евсевий Кесарийский — «это не кто иной, как Тот, Кто вещал Моисею».
Феодорит Кирский пишет, что хотя некоторые считают, что Иисусу Навину явился Бог-Слово, но он думает, что это был именно архангел Михаил, поскольку: «Ибо, когда прегрешили Евреи, Бог всяческих изрек Моисею: Сам не пойду с тобою, яко людие жестоковыйнии суть, но послю Ангела Моего пред лицам твоим впредь тебя (Исх. 33:2-3). Сей-то Ангел, как думаю, явился теперь Иисусу, чтобы ободрить его и предвозвестить ему Божию помощь».
Епископ Виссарион (Нечаев) указывает на мнение блаженного Феодорита о том, что названием «вождь воинства Господня» обозначается Господь в образе Архистратига Михаила, являющийся Ангелом хранителем Еврейского народа (Дан. 10:13, 10:21). Так же он отмечает, что «называя Архистратига Господом, по-Еврейски адони, — господин мой, государь мой» Иисус Навин признаёт его «только высшею тварию высшим слугою Господа, а не Господом Богом, ибо иначе сказал бы ему Адонаи, — имя Божие, — а не адони». 
Иоанн Дамаскин считает, что Иисус Навин увидел «не природу ангела, но образ (ибо природа ангела не созерцается телесными очами)».
Требование снять обувь с указанием на святость места должно было напомнить Иисусу Навину о Богоявлении Моисею при Хориве, а обнажённый меч и то, что явившийся назвал себя вождём воинства Господня, должны были указать ему на готовность небесных сил помогать в предстоящей борьбе с ханаанскими народами.

## Изобразительное искусство
Композиция «Явление архангела Михаила Иисусу Навину» входит, как правило, в цикл иллюстраций деяний архангела Михаила — в монументальной живописи, иконописи и миниатюре.
К ранним изображениям данного сюжета относится мозаика со сценой явления архангела Михаила Иисусу Навину, входящая в мозаичный цикл второй четверти V века в римской базилике Санта-Мария-Маджоре.

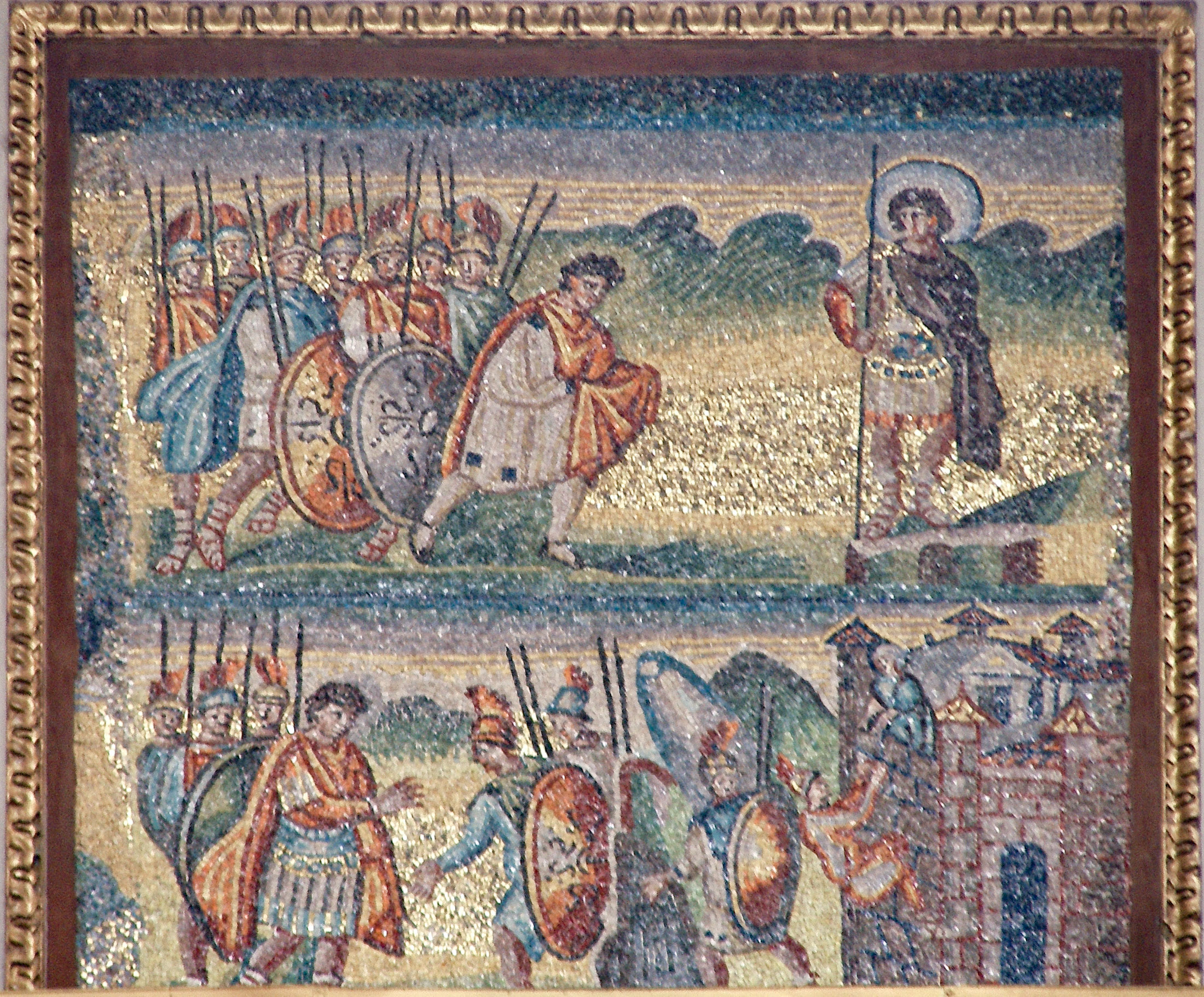
Явления архангела Михаила Иисусу Навину (мозаика базилики Санта-Мария-Маджоре, V век)
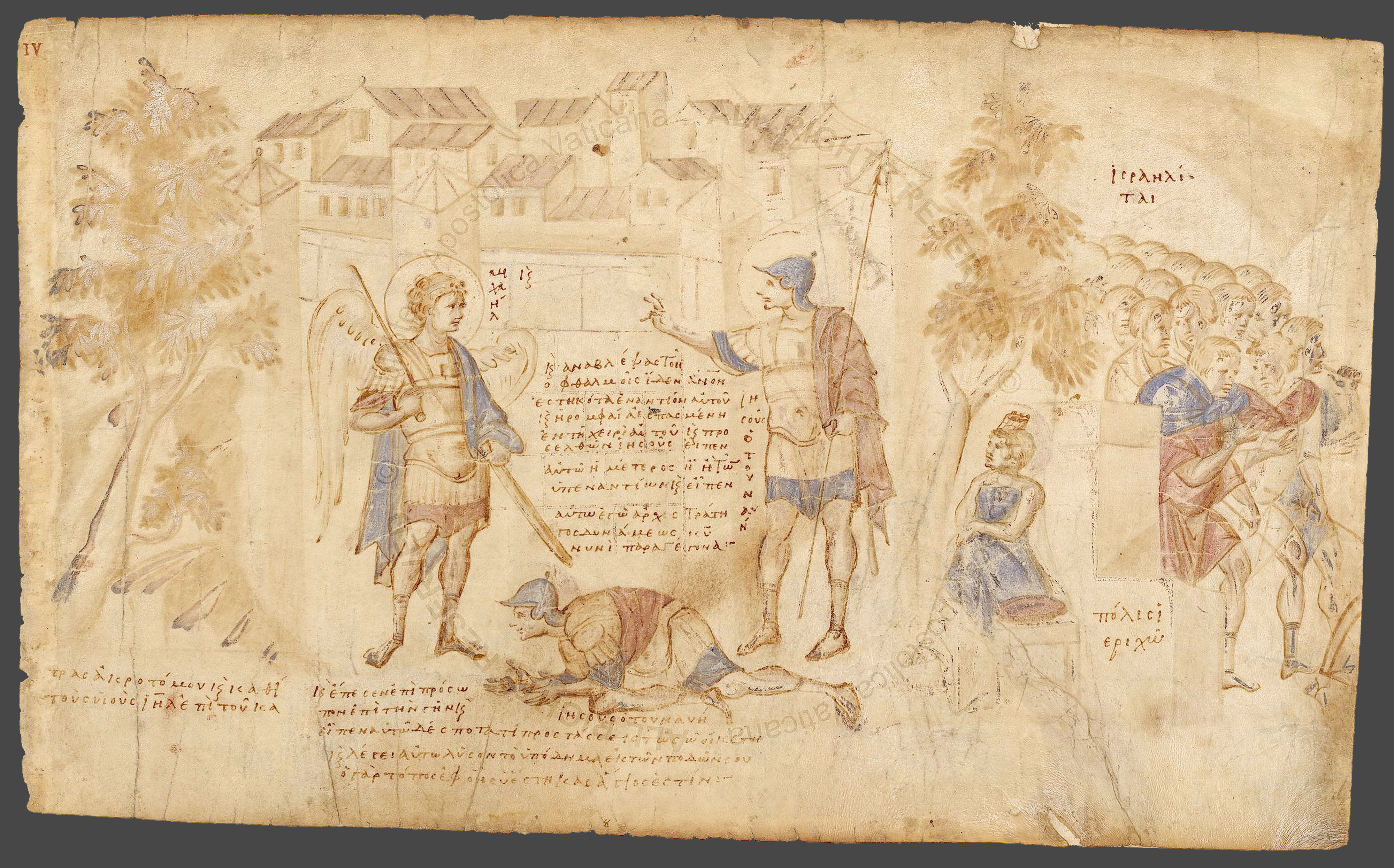
Явление ангела Господня Иисусу Навину (миниатюра из Ватиканского свитка Иисуса Навина, 955–975 гг.)

Сцена явления ангела Иисусу Навину известна по ранним иллюминированным рукописям:
- в Минологии Василия II (979—989 гг.) представлено две сцены — Иисус Навин, не узнав ангела, обнажил меч и Иисус Навин падает ниц перед ангелом;
- в Ватиканском свитке книги Иисуса Навина (955—975 гг.) у изображения архангела Михаила рядом с нимбом есть надпись с его именем, а Иисус Навин изображён стоящим и павшим ниц перед Михаилом, стоящим в воинском облачении, с расправленными крыльями и обнажившим свой поднятый меч.

В русском искусстве сюжет «Явление архангела Михаила Иисусу Навину» известен с домонгольского периода. Он представлен как отдельными изображениями (икона «Явление архангела Михаила Ииусу Навину» конца XII века из Успенского собора Московского Кремля, икона конца XVI века из собрания Третьяковской галереи), так и в составе деяний архангела Михаила (клеймо иконы «Архангел Михаил с деяниями», ок. 1400 года из Архангельского собора Московского Кремля, клеймо иконы «Собор архангела Михаила с бытием», кон. XVI — нач. XVII в., из Третьяковской галереи, роспись северного крыльца Благовещенского собора Московского Кремля, середина XVI века). Также это сюжет помещали на воинских знамёнах (знамя великого князя Василия III, знамя Ермака, знамя Дмитрия Пожарского). В русских произведениях Иисус Навин изображался в византийской традиции — простёртым ниц, без шлема, в княжеских одеждах, а на знамёнах, возможно под западным влиянием, коленопреклонённым.

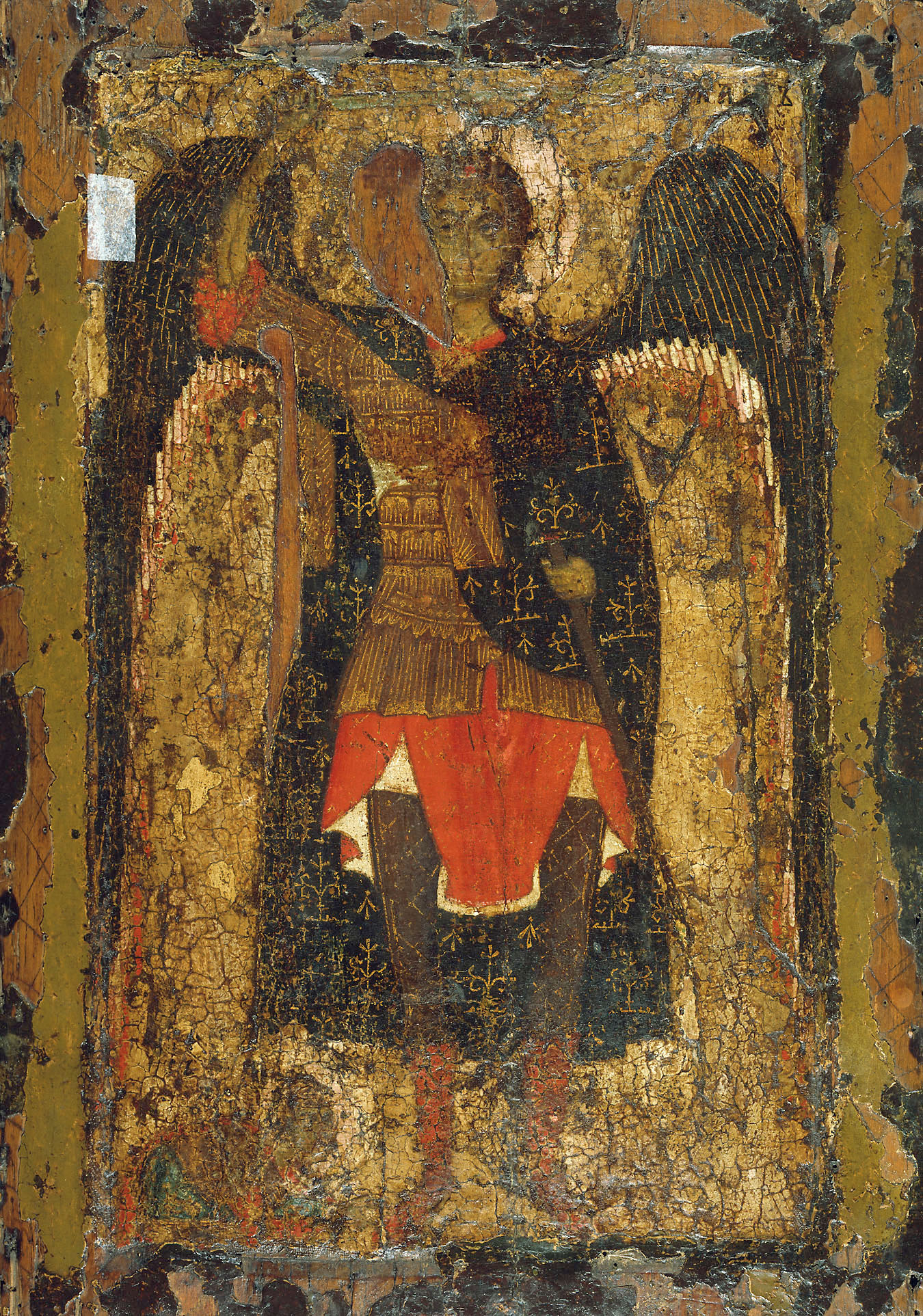
«Явление архангела Михаила Ииусу Навину» (икона конца XII века)
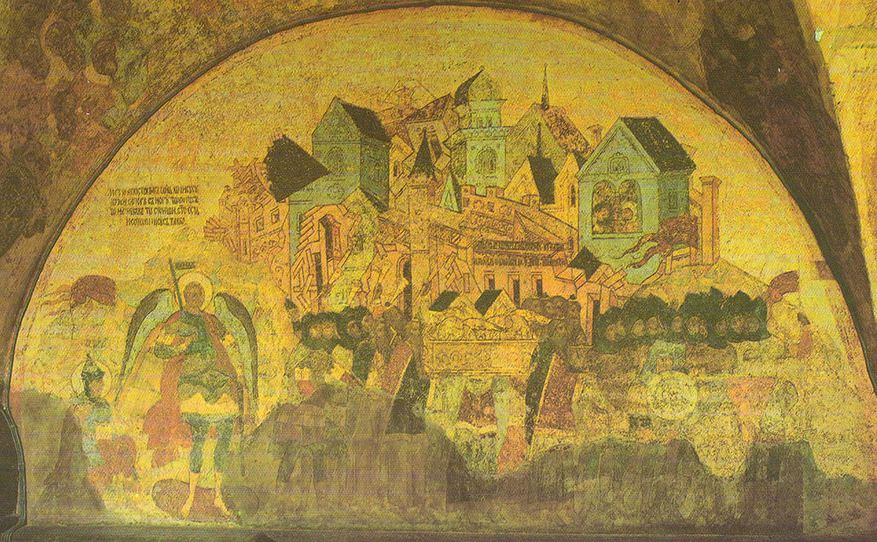
Явление архангела Михаила Ииусу Навину (роспись северного крыльца Благовещенского собора Московского Кремля, середина XVI века)
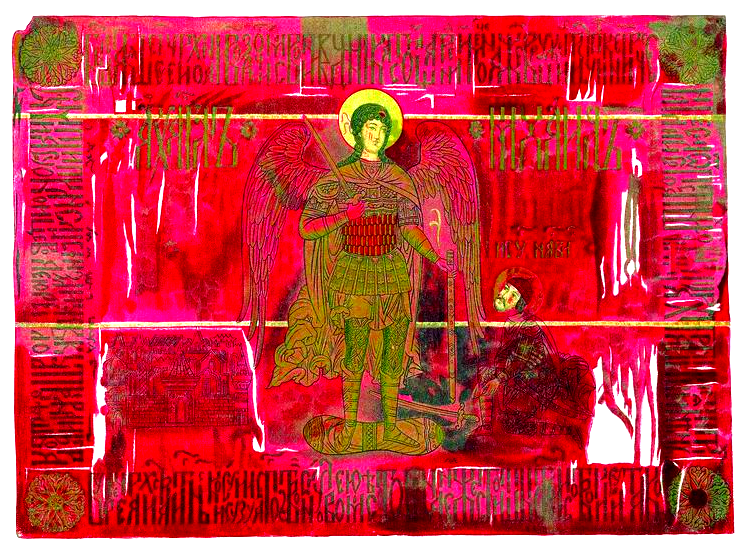
Знамя Дмитрия Пожарского (XVII век)

В «Ерминии» Дионисия Фурноаграфиота явление архангела Михаила Иисусу Навину выделено как отдельный сюжет и даётся следующее указание по изображению данного ветхозаветного эпизода: «Чиноначальник Михаил в военных доспехах держит в руке обнажённый меч. Пред, ним преклонил колено Иисус Навин, начинающий седеть, и, смотря на него, развязывает ремни обуви своей».